# Ahg Autohandelsgesellschaft
Die ahg Autohandelsgesellschaft mbH mit Sitz in Horb am Neckar ist ein Automobilhandelsunternehmen und Tochtergesellschaft von Alphartis.

## Historie und Struktur
Gegründet wurde die ahg 1986 in Eutingen im Gäu als Teil eines Handelsbetriebs für Landmaschinen. 1987 zog sie nach Horb in das heute noch bestehende Gebäude in der Weberstraße 13.
Im Zuge des Wachstums wurden zahlreiche Autohäuser der Marken BMW, MINI, Land Rover, Hyundai, Kia, MG und Peugeot übernommen. So in Balingen (1988), Calw (1993), Schramberg (1999), Freudenstadt (2000), Rottenburg, Eningen (beide 2001), Pforzheim, Mühlacker (beide 2004), Donaueschingen (2005), Villingen-Schwenningen, Baden-Baden, Sinzheim (alle 2006), Jettingen (2008), Spaichingen, Tuttlingen, Offenburg, Kehl, Achern (alle 2009),  Lahr (2011), Bretten (2014), Albstadt (2018), Esslingen, Göppingen, Kirchheim und Ostfildern (2020), Böblingen (2021), Hausach (2023), Freiburg, Emmendingen, Bötzingen und Tübingen (2024).
Nach der Neugliederung in eine Holdingstruktur im Jahr 2019 erfolgte im Juli 2021 anlässlich des Übergangs in eine Societas Europaea (SE) die Umfirmierung auf Alphartis, unter der die ahg nun Tochtergesellschaft ist.